# جوان وود
جوان وود (بالإنجليزية: Joan Myrtle Wood)‏ هي معلمة موسيقى نيوزيلندية، ولدت في 1909، وتوفيت في 1990.